# Ayari Aoyama
Pour les articles homonymes, voir Aoyama.
Ayari Aoyama (青山 綾里), née le 10 février 1982 à Kashiwazaki dans la préfecture de Niigata, est une ancienne nageuse japonaise.

## Carrière
À 14 ans, Ayari Aoyama représente le Japon aux Jeux olympiques d'été de 1996 où elle termine 6e de la finale du 100 m papillon. Elle participe également au relais du 4 x 100 m 4 nages aux côtés de Suzu Chiba, Mai Nakamura et Masami Tanaka qui termine 9e.
En mars 1997, elle améliore le record du 100 m papillon en petit bassin en 58 s 24 lors d'une compétition juniors améliorant de 5 centièmes le précédent record détenu par l'Américaine Misty Hyman.
Lors des Championnats du monde 1998, Aoyama remporte la médaille d'argent du 100 m papillon derrière l'Américaine Jenny Thompson mais devant l'Australienne Petria Thomas.

## Palmarès
| Date | Compétition                           | Lieu      | Place | Course            |
| ---- | ------------------------------------- | --------- | ----- | ----------------- |
| 1995 | Championnats pan-pacifiques           | Atlanta   | 3e    | 4 × 100 m 4 nages |
| 1996 | Jeux olympiques                       | Atlanta   | 6e    | 100 m papillon    |
| 1996 | Jeux olympiques                       | Atlanta   | 9e    | 4 × 100 m 4 nages |
| 1997 | Championnats pan-pacifiques           | Fukuoka   | 2e    | 100 m papillon    |
| 1997 | Championnats pan-pacifiques           | Fukuoka   | 3e    | 4 × 100 m 4 nages |
| 1998 | Championnats du monde                 | Perth     | 2e    | 100 m papillon    |
| 1998 | Championnats du monde                 | Perth     | 3e    | 4 × 100 m 4 nages |
| 1998 | Jeux asiatiques                       | Bangkok   | 1re   | 100 m papillon    |
| 1998 | Jeux asiatiques                       | Bangkok   | 1re   | 4 × 100 m 4 nages |
| 1999 | Championnats du monde en petit bassin | Hong Kong | 1re   | 4 × 100 m 4 nages |
| 1999 | Championnats du monde en petit bassin | Hong Kong | 3e    | 100 m papillon    |
| 1999 | Championnats du monde en petit bassin | Hong Kong | 4e    | 200 m papillon    |
| 1999 | Championnats du monde en petit bassin | Hong Kong | 5e    | 50 m papillon     |
| 1999 | Championnats pan-pacifiques           | Sydney    | 3e    | 100 m papillon    |
| 1999 | Championnats pan-pacifiques           | Sydney    | 3e    | 4 × 100 m 4 nages |